# Claus-Dieter Ehlermann
Claus-Dieter Ehlermann, né le 15 juin 1931 à Scheeßel et mort le 10 avril 2025 à Bruxelles, est un haut fonctionnaire communautaire et avocat aux barreaux de Berlin et de Bruxelles, de nationalité allemande.
Il a étudié à l’Université de Heidelberg, où il a obtenu son doctorat en 1951.
Il est entré au service juridique de la Commission européenne en 1961. Il en a gravi tous les échelons, jusqu’à devenir directeur général du service juridique en 1977, poste qu’il occupe jusqu’en 1987. Il est alors nommé porte-parole de la Commission européenne et conseiller spécial du Président Jacques Delors, chargé des questions institutionnelles. En 1990, il devient directeur général de la Direction générale de la concurrence de la Commission. En 1995 il a pris sa retraite de la Commission, après y avoir passé 34 ans.
En parallèle, il mène également une carrière universitaire depuis 1972. Il a enseigné le droit communautaire au Collège d'Europe de Bruges, à Bruxelles, à l'université de Hambourg (où il est resté professeur honoraire) et, depuis mai 1995, à l’Institut universitaire européen de Florence, où il occupe la chaire de droit économique. Il est docteur honoris causa de l'université de Neuchâtel (1999).
Il est l'auteur de plus de 200 publications qui traitent essentiellement du droit et de la politique en matière de concurrence, de droit du commerce international, de la politique industrielle et de la coopération internationale. 
Il a été membre de l’organe d’appel de l’OMC de 1995 à 2001, et l’a présidé en 2001.
Il est actuellement Conseiller Senior au sein du cabinet d’avocats Bruxellois Wilmer Cutler Pickering Hale & Dorr LLP